# شبنم بامتی
شبنم بامَتی (زادهٔ ۱۳۷۰ - طوس‌کلای نکا) بازیکن تیم ملی فوتبال زنان ایران بود.
او در نخستین دورهٔ انتخابی تیم ملی جوانان در سال ۲۰۰۸ به اردو دعوت شد. در ۱۸ سالگی به همراه تیم ملی در سال ۲۰۱۰ به مسابقات تایلند گسیل شد و در نخستین تجربهٔ رسمی‌اش کاپیتان تیم ملی شد. او پس از بازی‌های آسیایی بنگلادش به‌واسطهٔ بازی خواهرش در تیم «آستادو» سوئد، به این کشور رفت. سال نخست در تیم «واسولاند» بود، پس از آن در تیم‌های «دجورگاردن»، «سوندبیباری» و «هسلبی استکهلم» بازی کرد.

## بن‌مایه
1. ↑  «یادی کنیم از شبنم بامتی دختر ایرانی شاغل در لیگ فوتبال سوئد». ورزش بانوان.
2. ↑  «لژیونر فوتبال بانوان ایران:حجاب مانع از فوتبال من نخواهد شد». نیکا خبر.